# Бачана Арабулі
Бачана Арабулі (груз. ბაჩანა არაბული; нар. 5 січня 1994, Тбілісі) — грузинський футболіст, нападник клубу «Балмазуйварош».

## Біографія

### Клубна кар'єра
На початку кар'єри числився в складі клубу «Сабуртало», але більшу частину контракту провів в оренді.
Навесні 2013 року виступав за «Ділу», дебютний матч у чемпіонаті Грузії зіграв 30 березня 2013 року проти «Зугдіді» (6:0), вийшов на заміну на 72-й хвилині замість Іраклі Модебадзе і за час, що залишився забив два гола. Всього в тому сезоні зіграв 4 матчі і забив 5 голів і став зі своїм клубом срібним призером чемпіонату.
У 2014 році перебував в оренді в іспанському клубі «Алькоркон», але грав тільки за резервну команду в четвертому дивізіоні. Надалі знову виступав за «Ділу» (з якою став чемпіоном у сезоні 2014/15) і за «Цхінвалі».
У 2015 році підписав контракт з тбіліським «Динамо», в сезоні 2015/16 став чемпіоном і володарем Кубка Грузії, зігравши в лізі 20 матчів і забивши два голи. У 2016 році виступав на правах оренди за «Самтредію», з якою виграв чемпіонський титул в короткому осінньому сезоні, забивши 7 голів у 14 матчах. У 2017 році повернувся в «Динамо» і за півсезону забив 11 голів.
У липні 2017 року перейшов в угорський клуб вищого дивізіону «Балмазуйварош».

### Кар'єра в збірній
Виступав за юнацькі та молодіжну збірні Грузії.
У національній збірної дебютував 23 січня 2017 року в матчі проти Узбекистану.

## Досягнення
«Динамо» (Тбілісі)
- Чемпіон Грузії: 2015/16
- Володар Кубка Грузії: 2015/16
- Володар Суперкубка Грузії: 2015

«Самтредія»
- Чемпіон Грузії: 2016

«Діла»
- Віце-чемпіон Грузії: 2012/13
- Фіналіст кубка Грузії: 2013/14